# Taquilalia
La taquilalia es un trastorno de la fluidez del lenguaje caracterizado por un ritmo excesivamente rápido y desordenado. Se acortan las palabras o se confunden las sílabas. Es un trastorno que se trata dentro de la logopedia infantil.
Es importante no confundir la taquilalia con la taquifemia, ya que la taquilalia es un síntoma de ésta.

## Causas
La causa principal es una descoordinación entre el cerebro y la capacidad de movimiento de los órganos del habla. Generalmente, se presenta a cualquier edad, aunque en la infancia hay más casos. Por ello, los afectados no suelen ser conscientes de ello.
Al igual que ocurre con otras alteraciones, suele haber una combinación de factores. Una parte de ellos son los neurológicos y hereditarios, por lo que hay una descoordinación entre la conexión del sistema nervioso con las áreas del desarrollo del lenguaje del cuerpo. 
Existen investigaciones donde se observa el componente genético, aunque tampoco puede descartarse el entorno del niño que es de donde imita sus formas del lenguaje. También otros factores son los psicológicos y emocionales, donde las personas impulsivas y extrovertidas tienen más porcentaje de este problema.

## Tratamientos
Las terapias de logopedia infantil se basan en ser consciente del problema para favorecer el autocontrol por parte del niño. Esto se complementa con ejercicios que potencien el mantener un ritmo adecuado en el habla. También son necesarios ejercicios de respiración para controlar el diafragma y ejercicios de relajación para ordenar las ideas.
Los niños que sufren de la taquilalia infantil suelen tener un comportamiento variado, por lo que no existe un patrón de comportamiento en ellos. Por ello, hay niños que conforme quieren aumentar su necesidad de comunicarse, se sienten más frustrados y evitan la interacción con sus compañeros.
Hay que destacar la eficacia del procedimiento terapéutico realizando varias de las técnicas que se utilizan para el tratamiento de los trastornos de la fluidez verbal. Así que, suelen utilizarse: actividades respiratorias, el entrenamiento en relajación progresiva de Jacobson, la técnica de seguimiento, la retroalimentación y autocorrección a partir de un texto leído, técnicas para la transición de la lectura al lenguaje oral, actividades que facilitan la correcta articulación del niño, ejercicios de colocación y ejercicios de repetición.